# ريباوند!
ريباوند (بالأحرف اللاتينية !REbound) ثنائي موسيقي سويدي من نوع الفرق الشبابية «بوي باند». والفريق المؤسس عام 2010 مؤلف من ربيع جابر السويدي اللبناني الأصل (بالأحرف اللاتينية Rabih Jaber) وإدي رزاز السويدي الإيراني الأصل (بالأحرف اللاتينية Eddie Razaz). ربيع جابر المولود في 5 أغسطس / آب 1987 كان اشترك سابقا في مسابقة «إيدول» السويدي عام 2009  وحل في المرتبة السابعة، وهو رياضي كرة القدم، أما إدي رزاز المولود في ستوكهولم في 21 ديسمبر / كانون الأول 1988 فهو أيضا اشترك في ذات المسابقة وحل في المرتبة السادسة، وكان يعمل أيضا كعارض أزياء.
الأغنية الأولى للفرقة كانت "Hurricane" ووصلت إلى المرتبة الأولى في قائمة الأغاني السويدية عام 2010. وللفرقة أيضا السينغلز "Not Helpless" و"Psycho".
انفصل المغنيان في أبريل / نيسان 2011 ليستمر كل منهما في الغناء المنفرد.

## وصلات خارجية
الموقع الرسمي لفرقة ريباوند! نسخة محفوظة 25 أبريل 2010 على موقع واي باك مشين.